# كارل فريدريك شميد
كارل فريدريك شميد (بالألمانية: Carl Friedrich Schmid)‏ هو لاعب شطرنج ألماني، ولد في 22 أبريل 1840 في يلغافا في لاتفيا، وتوفي في 31 مارس 1897.

## وصلات خارجية
- كارل شميد على موقع مباريات الشطرنج (الإنجليزية)
- كارل شميد على موقع 365Chess.com (الإنجليزية)
- كارل شميد على موقع Chesstempo.com (الإنجليزية)